# Nocticanace danjoensis
Nocticanace danjoensis är en tvåvingeart som beskrevs av Ichiro Miyagi 1973. Nocticanace danjoensis ingår i släktet Nocticanace och familjen Canacidae. Inga underarter finns listade i Catalogue of Life.